# زونیهورودکا
شهر زونیهورودکا (به روسی: Звенигородка) در استان چرکاسی در کشور اوکراین واقع شده‌است. جمعیت این شهر ۱۶,۴۹۰ نفر (۲۰۲۱ تخمینی) است.

## نگارخانه

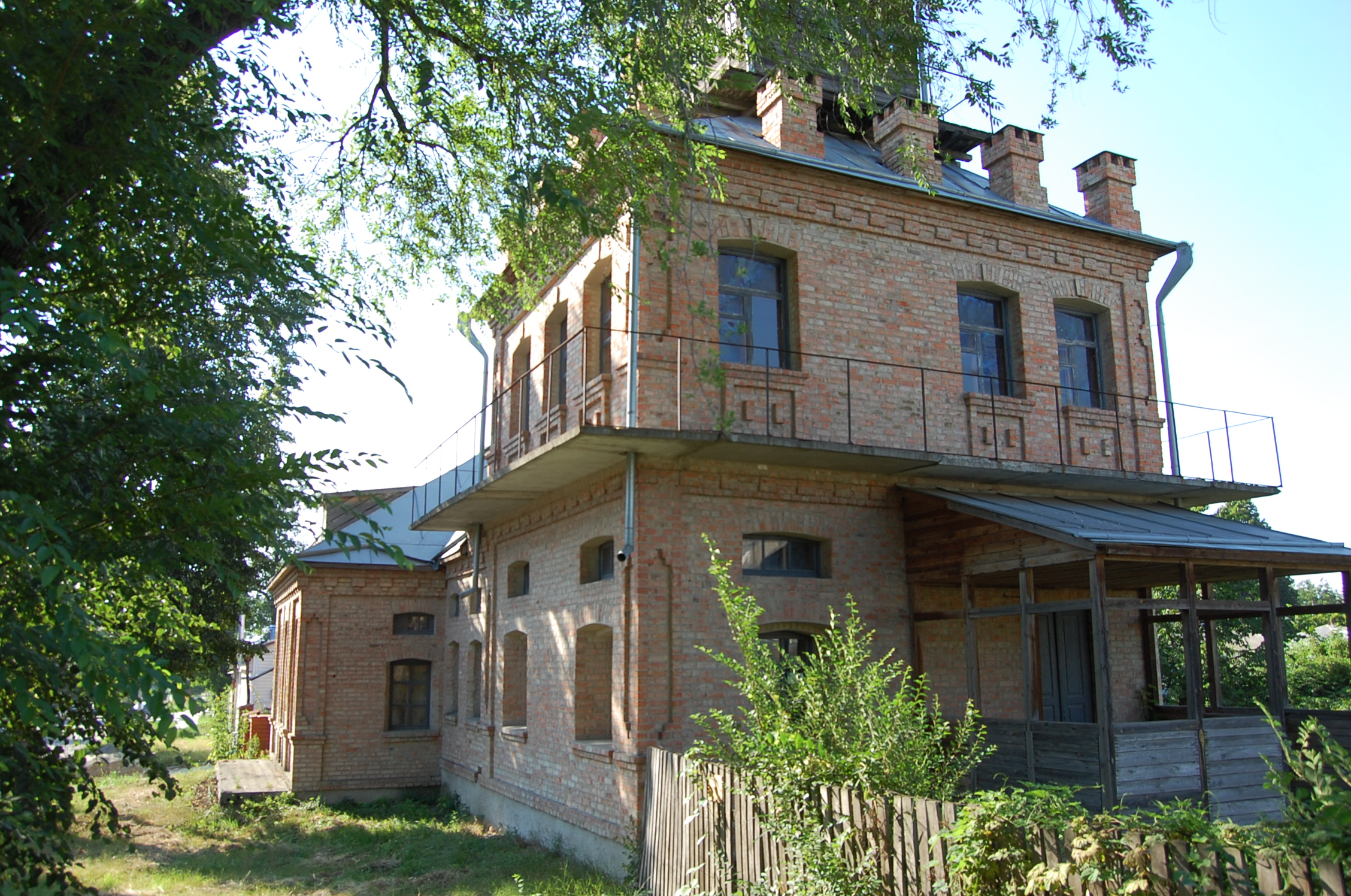
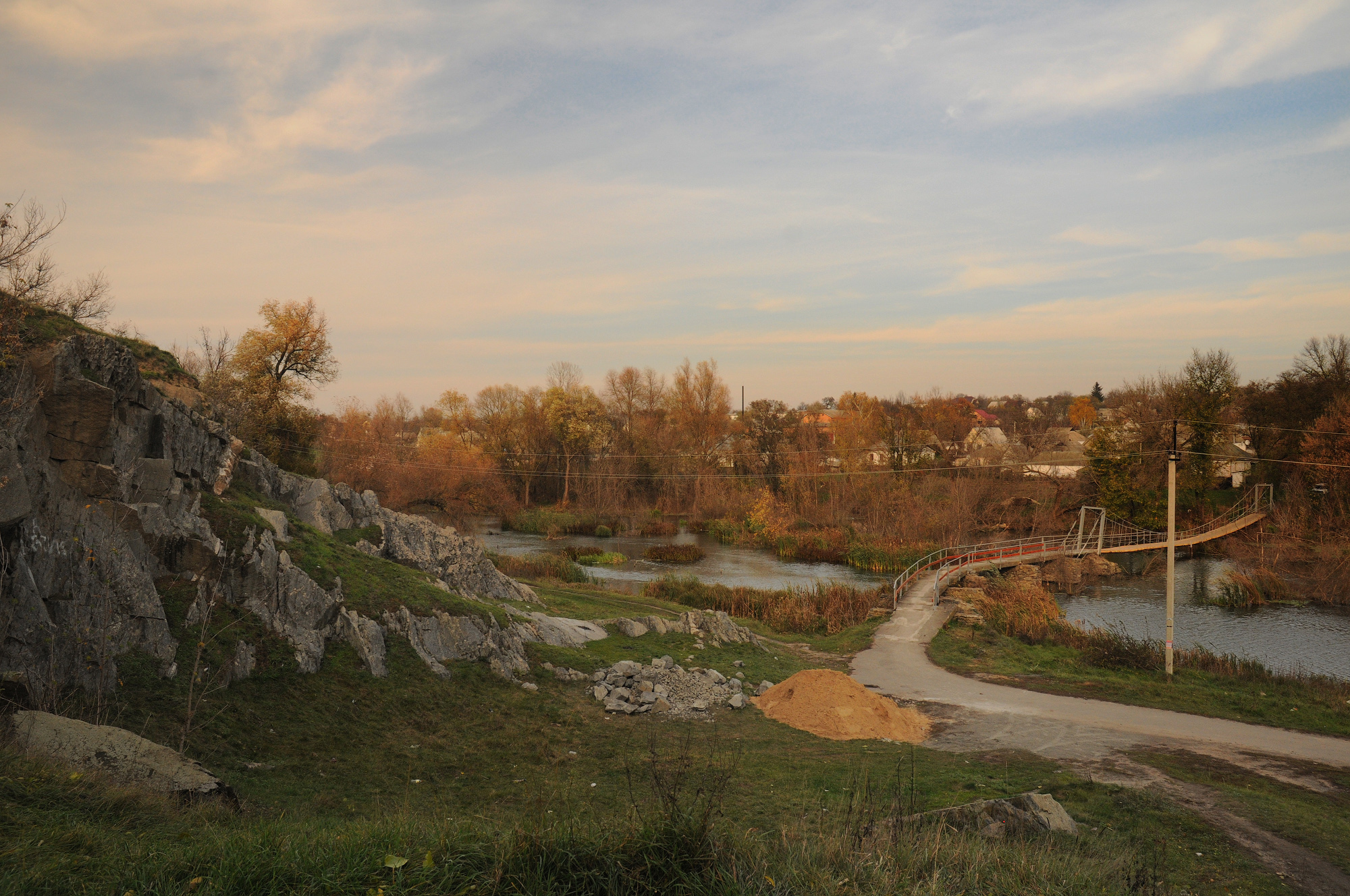